# Liste der Biografien/Schmidt, G
Liste der Biografien |
Portal Biografien |
G Personensuche
# |
A |
B |
C |
D |
E |
F |
G |
H |
I |
J |
K |
L |
M |
N |
O |
P |
Q |
R |
S |
T |
U |
V |
W |
X |
Y |
Z |
?
 
Sa |
Sb |
Sc |
Sd |
Se |
Sf |
Sg |
Sh |
Si |
Sj |
Sk |
Sl |
Sm |
Sn |
So |
Sp |
Sq |
Sr |
Ss |
St |
Su |
Sv |
Sw |
Sy |
Sz
 
Sca–Sce |
Sch |
Sci–Scz
 
Scha |
Schc |
Schd |
Sche |
Schg |
Schi |
Schj |
Schk |
Schl |
Schm |
Schn |
Scho |
Schp |
Schr |
Schs |
Scht |
Schu |
Schv |
Schw |
Schy
 
Schma |
Schme |
Schmi |
Schmo |
Schmu |
Schmy
 
Schmic |
Schmid |
Schmie |
Schmig |
Schmik |
Schmil |
Schmin |
Schmir |
Schmis |
Schmit
 
Schmida |
Schmidb |
Schmide |
Schmidf |
Schmidg |
Schmidh |
Schmidi |
Schmidj |
Schmidk |
Schmidl |
Schmidm |
Schmidp |
Schmidr |
Schmids |
Schmidt |
Schmid, A |
Schmid, B |
Schmid, C |
Schmid, D |
Schmid, E |
Schmid, F |
Schmid, G |
Schmid, H |
Schmid, I |
Schmid, J |
Schmid, K |
Schmid, L |
Schmid, M |
Schmid, N |
Schmid, O |
Schmid, P |
Schmid, R |
Schmid, S |
Schmid, T |
Schmid, U |
Schmid, V |
Schmid, W |
Schmid, Y
 
Schmidt, A |
Schmidt, B |
Schmidt, C |
Schmidt, D |
Schmidt, E |
Schmidt, F |
Schmidt, G |
Schmidt, H |
Schmidt, I |
Schmidt, J |
Schmidt, K |
Schmidt, L |
Schmidt, M |
Schmidt, N |
Schmidt, O |
Schmidt, P |
Schmidt, R |
Schmidt, S |
Schmidt, T |
Schmidt, U |
Schmidt, V |
Schmidt, W |
Schmidt, Y |
Schmidtb |
Schmidtc |
Schmidte |
Schmidtg |
Schmidth |
Schmidti |
Schmidtk |
Schmidtl |
Schmidtm |
Schmidtn |
Schmidts
Die Liste der Biografien führt alle Personen auf, die in der deutschsprachigen Wikipedia einen Artikel haben. Dieses ist eine Teilliste mit 86 Einträgen von Personen, deren Namen mit den Buchstaben „Schmidt, G“ beginnt.

## Schmidt, G

### Schmidt, Ga
- Schmidt, Gabi (* 1968), deutsche Kommunal- und Landespolitikerin (Freie Wähler)Gabi Schmidt (* 1968)

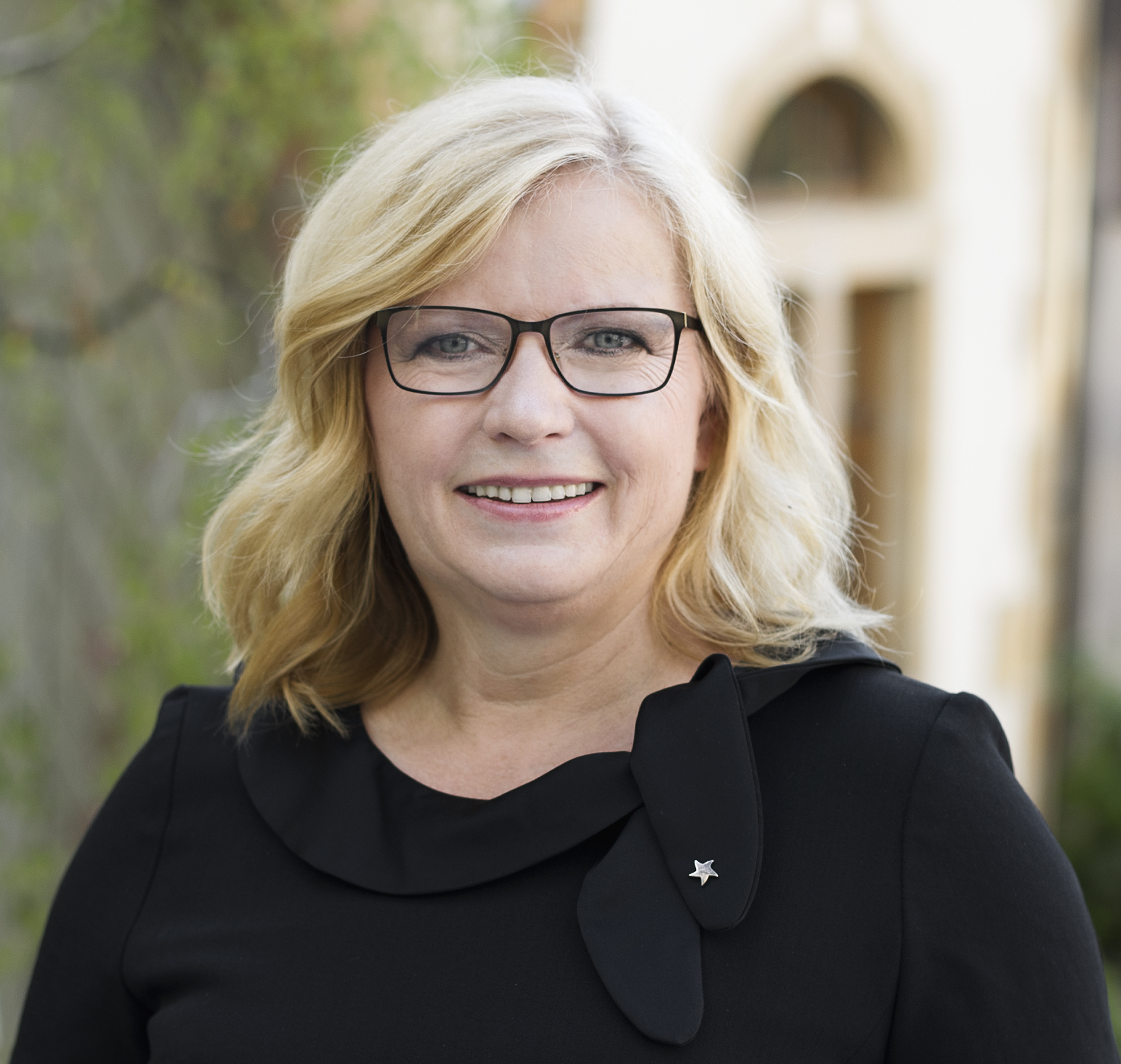
Gabi Schmidt (* 1968)

- Schmidt, Gabriele (* 1956), deutsche Politikerin (CDU), MdB
- Schmidt, Gavin, US-amerikanischer Klimatologe

### Schmidt, Ge
- Schmidt, Geo A. (1870–1943), deutscher Kolonialbeamter
- Schmidt, Georg (1807–1874), Landtagsabgeordneter Großherzogtum Hessen
- Schmidt, Georg (1838–1920), deutscher evangelischer Geistlicher und Genealoge
- Schmidt, Georg (1871–1955), deutscher Elektrotechniker, Hochschullehrer
- Schmidt, Georg (1875–1946), deutscher Politiker (SPD), MdR
- Schmidt, Georg (1877–1941), deutscher Politiker (NSDAP)
- Schmidt, Georg (1896–1965), Schweizer Kunsthistoriker und Kurator
- Schmidt, Georg (1902–1962), deutscher Politiker (Zentrum), MdL
- Schmidt, Georg (1923–2010), deutscher Rechtsmediziner und Hochschullehrer
- Schmidt, Georg (1927–1990), österreichischer Fußballtrainer
- Schmidt, Georg (* 1951), deutscher Historiker
- Schmidt, Georg (* 1957), deutscher Jurist und Präsident des Verwaltungsgerichts in Trier
- Schmidt, Georg (* 1963), deutscher Diplomat
- Schmidt, Georg Christoph (1740–1811), deutscher Kupferstecher und Hofmechanikus in Weimar
- Schmidt, Georg David (* 1818), Mitglied des nassauischen Kommunallandtags
- Schmidt, Georg Franz (1791–1857), Großherzoglich hessischer Generalmajor
- Schmidt, Georg Friedrich (1712–1775), deutscher Kupferstecher, Radierer und MalerGeorg Friedrich Schmidt (1712–1775)

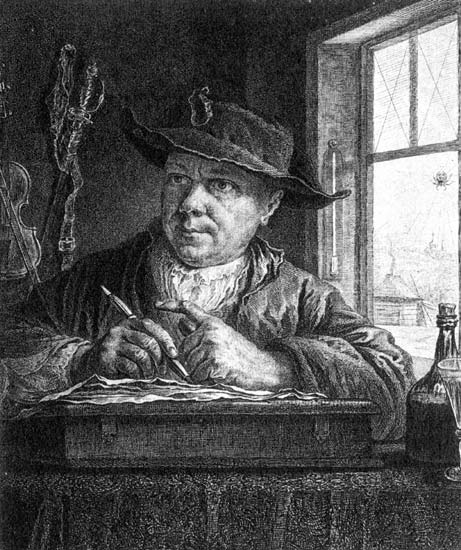
Georg Friedrich Schmidt (1712–1775)

- Schmidt, Georg Gottlieb (1768–1837), deutscher Mathematiker und Physiker
- Schmidt, Georg-Winfried (1917–2008), deutscher Kinderarzt und Hochschullehrer
- Schmidt, Gérard (1945–1995), deutscher Journalist, Autor und Theaterleiter
- Schmidt, Gerhard (* 1899), deutscher Fußballspieler
- Schmidt, Gerhard (1901–1981), deutscher Biochemiker
- Schmidt, Gerhard (1904–1991), deutscher Psychiater und Neurologe
- Schmidt, Gerhard (1914–2006), deutscher Heeresoffizier, zuletzt Brigadegeneral der Bundeswehr
- Schmidt, Gerhard (1914–1990), deutscher Kommunalpolitiker (SPD)
- Schmidt, Gerhard (1919–2009), deutscher Jurist
- Schmidt, Gerhard (1919–1984), deutscher Politiker (SPD), MdA
- Schmidt, Gerhard (1920–2001), deutscher Historiker und Archivar
- Schmidt, Gerhard (1924–2010), österreichischer Kunsthistoriker
- Schmidt, Gerhard (1926–1953), deutscher Agrarwissenschaftler und Opfer der DDR-Diktatur
- Schmidt, Gerhard (1928–1987), deutscher Klassischer Archäologe
- Schmidt, Gerhard (1932–2021), deutscher Pharmakologe und Hochschullehrer
- Schmidt, Gerhard (1932–2008), dänisch-deutscher Verbandsfunktionär und Hauptvorsitzender des Bundes Deutscher Nordschleswiger, der Dachorganisation der deutschen Minderheit in Dänemark (1975–1993)
- Schmidt, Gerhard (* 1935), deutscher Landwirt und DBD-Funktionär
- Schmidt, Gerhard (1940–2023), deutscher Politiker (SPD), MdL
- Schmidt, Gerhard (* 1941), deutscher Filmproduzent, Drehbuchautor und Regisseur
- Schmidt, Gerhard (* 1942), deutscher Sportwissenschaftler, Hochschullehrer, Verfasser von Lehrbüchern, Basketballtrainer
- Schmidt, Gerhard (* 1961), deutscher Stabhochspringer
- Schmidt, Gerhard (* 1972), deutscher Fußballspieler
- Schmidt, Gerhart (1925–2017), deutscher Philosoph
- Schmidt, Gernot (* 1962), deutscher Politiker (SPD) und Landrat
- Schmidt, Gernot (* 1962), deutscher Schauspieler und Regisseur
- Schmidt, Gert (* 1943), deutscher Soziologe
- Schmidt, Gertrud (* 1942), deutsche Leichtathletin und Olympiateilnehmerin

### Schmidt, Gi
- Schmidt, Giovanni (1775–1839), italienischer Librettist

### Schmidt, Go
- Schmidt, Gordon (* 1984), deutscher Schauspieler und Musiker
- Schmidt, Gottfried Heinrich (* 1744), deutscher Schauspieler und Theaterdirektor
- Schmidt, Gottlieb (1882–1960), deutscher Politiker, MdL Bayern

### Schmidt, Gr
- Schmidt, Gregory (* 1976), kanadischer Eishockeyspieler
- Schmidt, Greta Sophie (* 1999), deutsche Schauspielerin

### Schmidt, Gu
- Schmidt, Gudrun (* 1939), deutsche Schauspielerin
- Schmidt, Gudrun (* 1941), deutsche Skilangläuferin
- Schmidt, Guido (1890–1971), deutscher Richter am Bundesgerichtshof
- Schmidt, Guido (1901–1957), österreichischer Diplomat und Politiker
- Schmidt, Gunna (* 1971), deutsche Künstlerin
- Schmidt, Gunnar (* 1965), deutscher Handballspieler
- Schmidt, Günter (1926–2016), deutscher Arachnologe
- Schmidt, Günter (1929–2016), deutscher Sektorenleiter der DDR-Staatssicherheit
- Schmidt, Gunter (* 1938), deutscher Sexualforscher, Psychotherapeut, Sozialpsychologe und Hochschullehrer
- Schmidt, Günter (1940–2018), deutscher Arzt sowie Autor und Herausgeber
- Schmidt, Günter (1941–2010), österreichischer Journalist, Fernsehmoderator und Korrespondent
- Schmidt, Günter (* 1951), deutscher Wirtschaftsinformatiker
- Schmidt, Günter (* 1952), deutscher Fußballspieler
- Schmidt, Gunter (* 1954), deutscher Politiker (CDU), MdL
- Schmidt, Günther (1921–2017), deutscher Physiker
- Schmidt, Günther (1924–2013), deutscher Fußballspieler
- Schmidt, Günther (1935–2025), deutscher Ingenieur
- Schmidt, Gunther (* 1935), deutscher Basketballtrainer und -funktionär
- Schmidt, Gunther (* 1939), deutscher Mathematiker und Informatiker
- Schmidt, Gunther (* 1945), deutscher Arzt für psychotherapeutische Medizin
- Schmidt, Günther J. (1918–2009), deutscher Unternehmer
- Schmidt, Gustav (1816–1882), deutscher Komponist und Kapellmeister
- Schmidt, Gustav (1826–1883), österreichischer Bergbau- und Maschinenbauingenieur
- Schmidt, Gustav (1844–1901), deutscher Zuckerfabrikant und Kaufmann
- Schmidt, Gustav (1851–1931), deutscher Admiral der Kaiserlichen Marine
- Schmidt, Gustav (1863–1924), deutscher Politiker (SPD), MdL (Königreich Sachsen, Freistaat Sachsen)
- Schmidt, Gustav (1888–1972), deutscher Maler, Graphiker und Plastiker
- Schmidt, Gustav (1894–1943), deutscher Generalleutnant im Zweiten Weltkrieg
- Schmidt, Gustav (1895–1943), sudetendeutscher Jurist und Landrat
- Schmidt, Gustav (1898–1972), deutscher Politiker (NSDAP), MdR
- Schmidt, Gustav (1926–2016), deutscher Kanute
- Schmidt, Gustav (* 1938), deutscher Historiker und Politikwissenschaftler
- Schmidt, Gustav (* 1996), deutscher Schauspieler